# 福山市立向丘中学校
福山市立向丘中学校（ふくやましりつむかいがおかちゅうがっこう）は広島県福山市水呑向丘にある男女共学の公立中学校である。

## 沿革
- 1962年4月1日 - 福山市立高島・水呑両中学校が統合して発足する。

## 校名の由来
- 学校のある場所（福山市水呑向丘）から。

## 概要
- 福山市田尻町・水呑町・水呑向丘を学区とする中学校。
- この地域は芦田川や瀬戸内海の近くまで山が迫っている箇所が多いが、福山市中心部に近いことから宅地開発が進み、最近では更に少ない平地の区画整理も行われた。ただ、同時に過疎化や少子化も進行したため生徒数の増加は見られない。
- 学区のうち田尻町は福山市編入前は沼隈郡鞆町田尻だったのだが、生徒数の少ない福山市立高島中学校の統合先に水呑地区を選択した背景には田尻町の主たる区域が水呑寄りにあったからだと思われる（水呑地区とは中学校以外にも市内局番が同じ〔56局→956局〕）。しかし、沼隈郡鞆町の一部だった名残（福山西警察署鞆交番の管轄、集配郵便局）もある。

## 学区
- 特別の事情がない限り福山市立高島小学校・水呑小学校の児童全員が進学することになっている。各小学校の学区は以下の通りである。

福山市立高島小学校区
- 田尻町

福山市立水呑小学校区
- 水呑町
- 水呑向丘

## 学区の地理

### 主要施設
- 福山市役所水呑支所
- 福山市民図書館水呑分室 - 他の福山市内の公立図書館7館とは開館日時が異なるので注意。
- 福山市竹ヶ端（たけがはな）運動公園（福山市民球場・竹ヶ端陸上競技場など）

### 名所・旧跡・観光地
- 鞆鉄道跡地 - 区画整理などでほとんど痕跡は消滅している。
- 福山グリーンライン

### 自然景観
- 芦田川
- 熊ヶ峰
- 瀬戸内海（燧灘）

### 教育機関（小学校以上）
- 福山市立高島小学校
- 福山市立水呑小学校
- 広島県立福山商業高等学校

## アクセス
- 最寄の鉄道駅はJR山陽新幹線・山陽本線・福塩線福山駅である。そこからトモテツバス鞆の浦行きに乗って商業高校入口バス停で下車し、徒歩で急な坂を約10分登ると到着する。

## 著名な在籍者・卒業者
- 世良公則 - 歌手・俳優
- 久世廉登　歌手・ラッパー